# Juliusz Ross
Juliusz Ross (ur. 30 grudnia 1920 w Radziechowie, zm. 30 września 1976 w Krośnie) – polski historyk sztuki, publicysta, popularyzator wiedzy o zabytkach sztuki regionu.

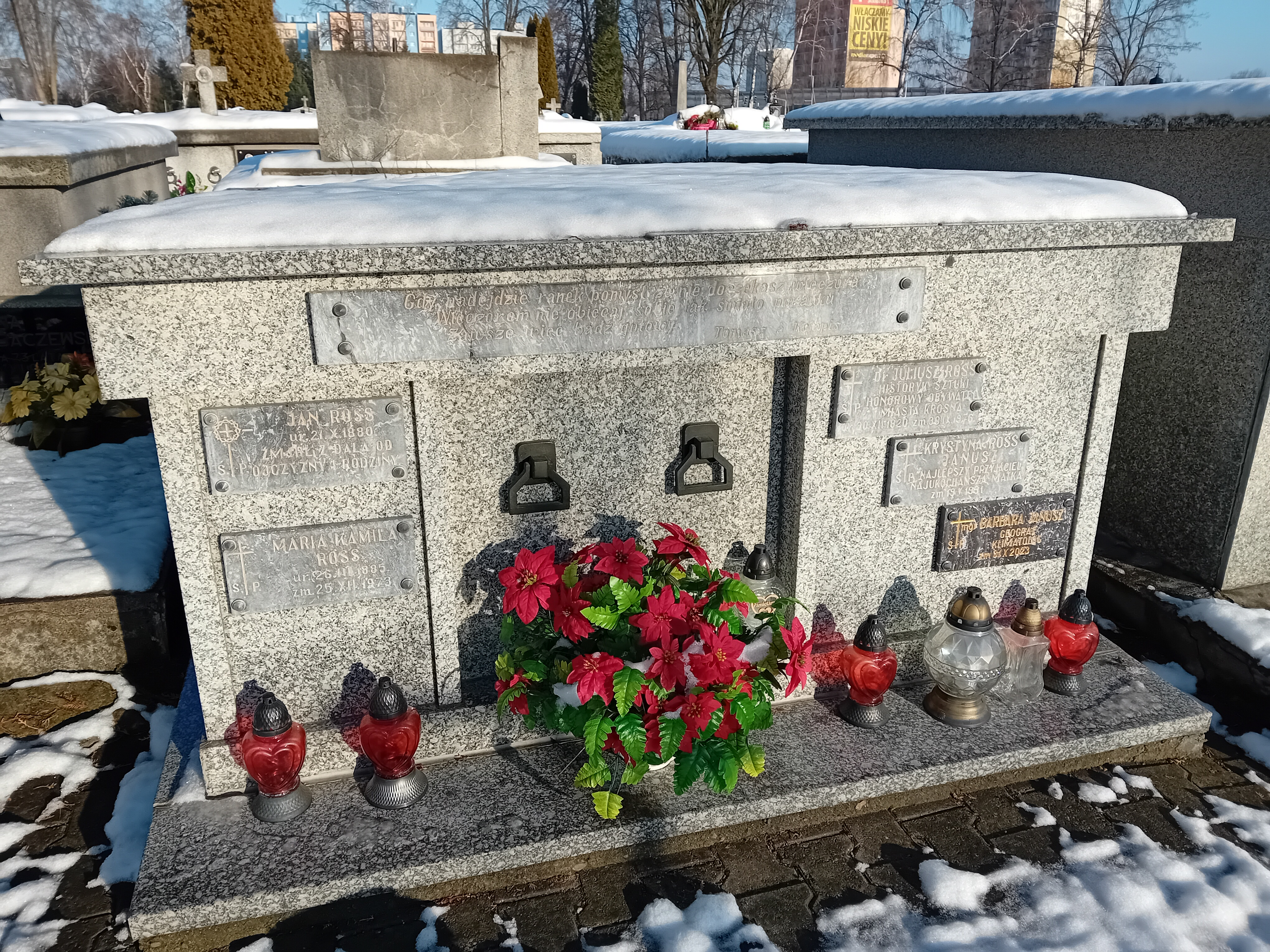
Grobowiec rodzinny Juliusza Rossa

## Życiorys
Już będąc maturzystą w 1939 był autorem publikacji krajoznawczych o okolicach Lwowa, gdzie wówczas mieszkał. Od 1944 mieszkał w Rymanowie, gdzie pomagał przy zabezpieczaniu dzieł sztuki, a następnie pracował jako pomocnik konserwatora zabytków w Krośnie. W 1945 rozpoczął studia na wydziale historii sztuki Uniwersytetu Jagiellońskiego, po ich ukończeniu został pracownikiem naukowym. Od 1951 rozpoczął równolegle pracę wykładowcy na Wydziale Konserwacji Akademii Sztuk Pięknych, w 1955 otrzymał tytuł doktora nauk humanistycznych. W 1961 zakończył współpracę z Uniwersytetem Jagiellońskim, kontynuując pracę na ASP.
Prace badawcze Juliusza Rossa skupiały się na terenach Polski południowo-wschodniej oraz pogranicza polsko-czeskiego i polsko-słowackiego, a także związków kulturowych tych terenów. Liczne prace dotyczyły Podkarpacia, pionierskie były prace dotyczące XIX wiecznej architektury uzdrowisk karpackich. Pozostawił liczne prace i opracowania dotyczące ochrony i konserwacji zabytków oraz przeszłości artystycznej i kulturowej Podkarpacia, dawnych Kresów. Zasłynął obroną drewnianej architektury Iwonicza-Zdroju, której groziła zagłada. Współuczestniczył organizacji Muzeum Regionalnego w Krośnie, prowadził wykłady, prelekcje i pogadanki na tematy związane ze spuścizną architektoniczną i kulturową regionu. W 1957 i 1965 przeprowadził wstępną inwentaryzację obiektów zabytkowych w Krośnie. Zasługi dla miasta zostały zwieńczone przyznaniem w lipcu 1976 tytułu Honorowego Obywatela miasta Krosna.
Został pochowany w grobowcu rodzinnym na Cmentarzu Komunalnym w Krośnie.